# 木橋頭村

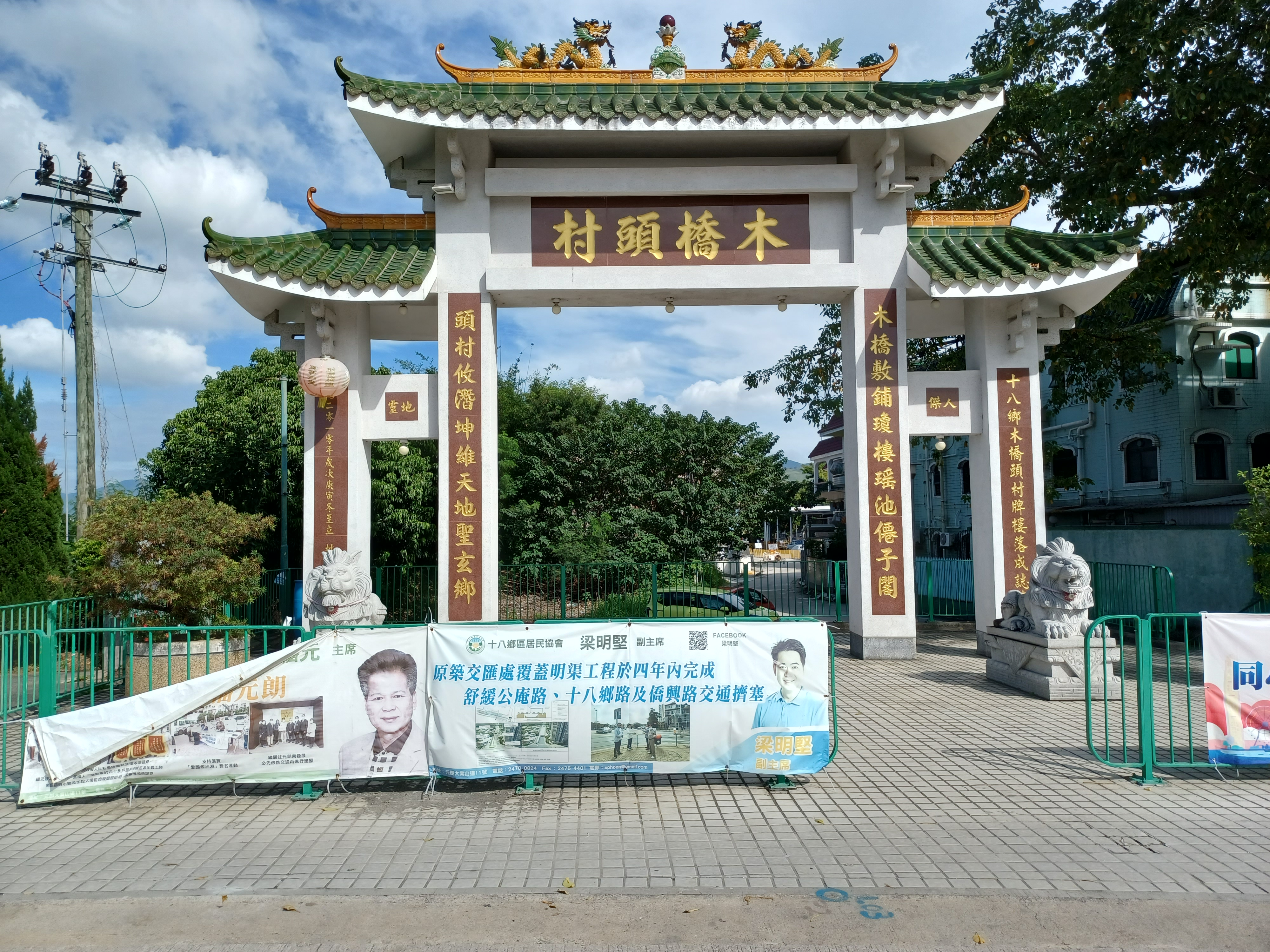
木橋頭村牌樓，建於2010年

木橋頭村（英語：Muk Kiu Tau Tsuen）是香港一個位於元朗區十八鄉的原居民圍村，位於水蕉新村和田寮村之間。

## 歷史

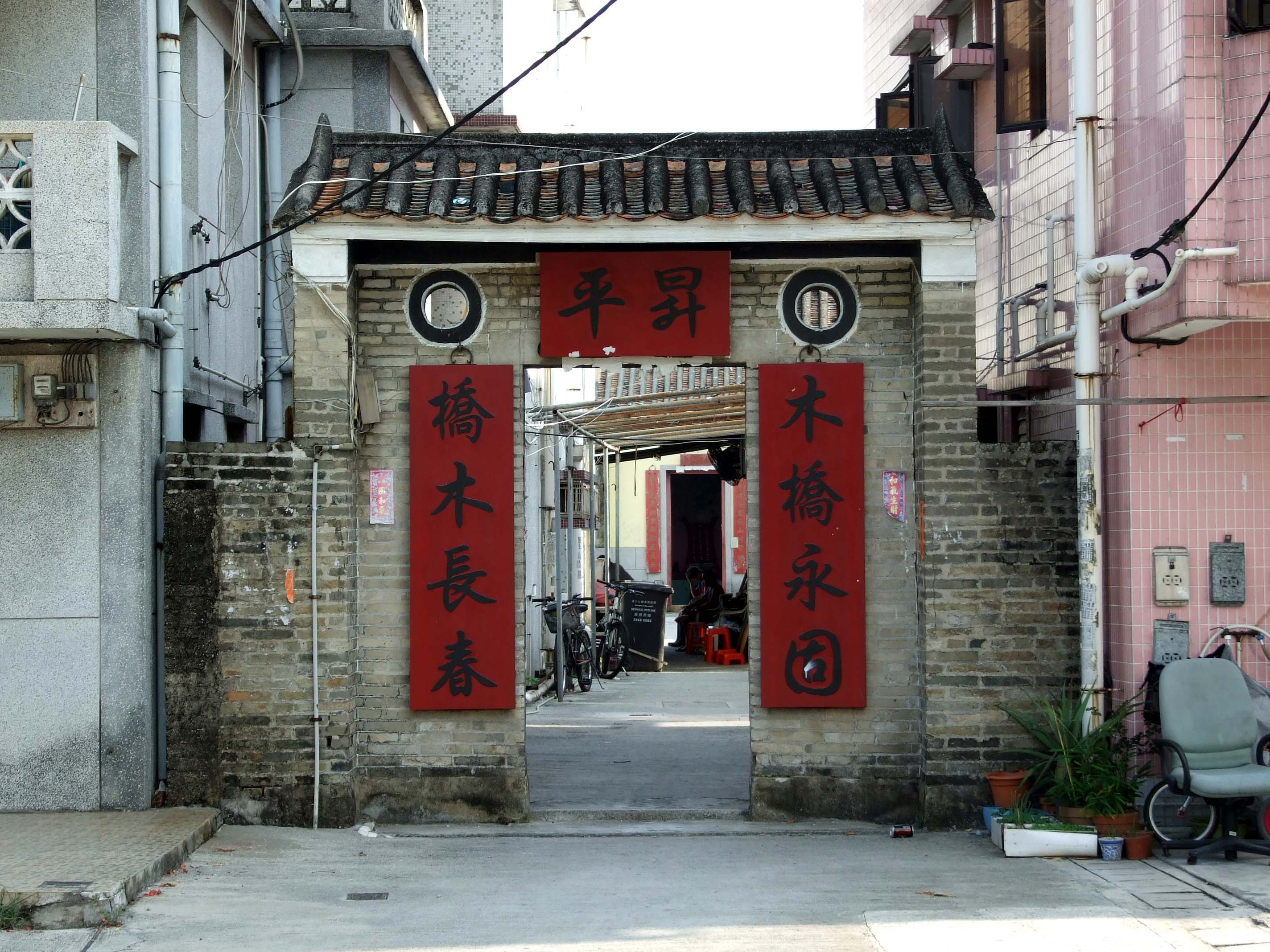
木橋頭村圍門

木橋頭村居民以胡氏為主，亦有陳氏及葉氏。木橋頭胡氏源自廣東惠州，祖先胡玄明於明朝晚期經廣東三水移居流浮山輞井。清代中葉，胡氏分支遷居至現今木橋頭村。另外，胡氏亦有分支居於鳳降村及鄰近的田寮村。
木橋頭村沒有圍牆，有四排緊密相連、朝向北面的村屋。圍門、祠堂和神廳建於村的中軸。木橋頭村村前原本有一片風水池，1996年被填平，後來加建了擋雨上蓋和籃球場，是村民聚會的地方。
胡姓可追溯至三國時代曹魏官員胡質、胡威兩父子，為曹操鎮守邊關，最後死於安定（現今甘肅省境內），胡氏後代留居安定。
1819年編成的新安縣志內亦有記載「木橋頭村」。1911年，木橋頭村有華人人口74人。

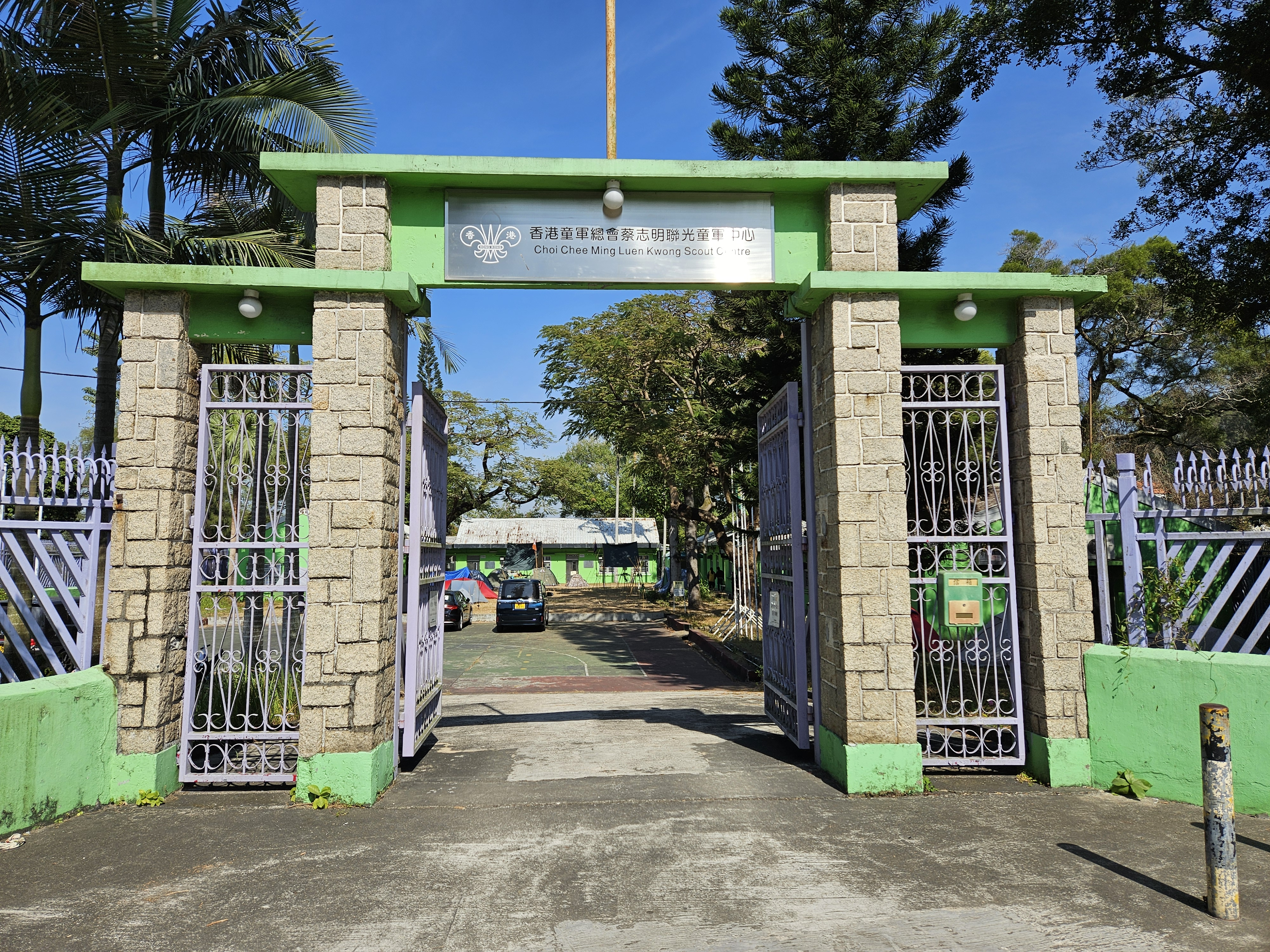
香港童軍總會蔡志明聯光童軍中心

1954年，木橋頭村與大棠村、水蕉新村及白沙村聯合各書塾創辦公立聯光學校。校名「聯光」有聯合各村將教育發揚光大的意思。學校於2008年因收生不足而停辦，現改作香港童軍總會蔡志明聯光童軍中心。

## 建築
- 木橋頭村圍門（2010年8月31日被列為香港三級歷史建築）：門外有一副木對聯：「木橋永固、橋木長春」，圍門上有兩個圓形銃眼。[3]
- 聚慶堂：胡氏家祠，於1938年建成，門外有一副木對聯：「聚藏福地、慶賀春臺」
- 福德宮：木橋頭村神廳，於1969年重建，門外有一副木對聯：「木秀崢嶸座向山川皆拱照、橋宇巍峨功勳顯赫庇民安」

## 相關事件

### 與田寮村械鬥
木橋頭村與鄰近的田寮村因風水、鄉村基建問題積怨多年。1937年，兩村因祖堂物業業權問題鬥上法庭。1960 年，兩村發生一場集體械鬥，雙方約百名村民攜帶鋤頭、鐵枝、木棍等作武器混戰，十多人受傷、三人重傷。約一小時後大批警員到場鎮壓，穿山甲隊留守兩村維持秩序。

### 警員於村內危險駕駛案
2016年12月，有市民於該村留意到一私家車行車不穩，警員接報到場後對肇事司機進行酒精呼氣測試，唯因未能通過有關測試而拘捕相關司機。據傳媒報道指出，有關司機為一休班警員，事後亦已獲保釋，有待警方進行調查。香港警務處表示，該處重視警員的操守，並對任何違法人士進行刑事調查及紀律覆檢。

### 村民疏忽照顧動物案
2018年5月，有市民於該村一單位聞到臭味，並發現該處有狗毛及狗糞，而於該單位飼養的狗隻亦發現脫落大部分狗毛，且面上有血漬，身體虛弱，質疑有人殘酷對待動物。事後警方拘捕肇事狗主，並於翌年1月判處罰款及社會服務令。據狗主在求情時指出，相關狗隻是其領養而來，本身已患有皮膚病，唯其自身工務繁重，未有時間悉心照料，且誤以為使用皮膚護理噴霧可有助解決前述的疾病。

### 於垃圾站加裝攝錄機
2019年年中，食物環境衞生署向元朗區議會提交文件，建議於該村垃圾站在內的逾90個地點加裝摄像头，以協助監察違規棄置垃圾的問題，及幫助該署訂下更有效打擊相關問題的執法行動。然而有時任當區區議員質疑相關做法難以讓署方辨識違規棄置垃圾人士的容貌，而相關罪行亦非嚴重罪行，署方或沒有足夠資源辨別相關人士，但認為相關做法值得一試。

### 違法儲藏及燃放煙花問題
2021年，香港政府因應2019冠狀病毒病疫情而取消香港賀歲煙花匯演，但此舉卻衍生了民間燃放煙花的做法。該年1月底，警方於該村的一個貨櫃內搜獲逾兩噸烟火爆竹，並拘捕一名男子，經初步調查後懷疑該批煙花是從中国大陆非法走私而來，並於香港進行分销。翌月，有傳媒指出，包括該村在內的數個地點均有民眾自行燃點煙花，慶祝農曆新年。事實上，有關做法實為違反《香港法例》中有關非法管有及燃放煙花爆竹的條文，而肇事人士亦可能會遭罰款及監禁。

## 未來發展
早於2015年，香港政府於當年的《施政報告》提出發展包括元朗南在內三個地區的棕地，並於2017年擬議發展元朗南新市鎮擴展部分，而上述的發展範圍包括該村內的一個豬場。據政府當局指出，需收回的豬場處於「發展潛力用地的核心地帶」，加上相關地區於夏季對周遭民居的影響，不建議予以保留。當地豬農雖然就收回豬場發展一事表示了解，但建議政府應另覓選址，將受影響的豬場重置，並向受影響的豬農提供賠償。就相關事宜，漁農自然護理署表示會以開放態度考慮養豬業界的建議（包括但不限於搬遷／合併受影響之養豬場），唯未有就搬遷、賠償安排作出正面回應。

## 外部連結
- 居民代表選舉木橋頭村（十八鄉）的劃定現有鄉村範圍（2019至2022年） （页面存档备份，存于）

22°25′45″N 114°01′29″E / 22.429304°N 114.024706°E